# Афанасьевский сельский округ (Северо-Казахстанская область)
Афанасьевский сельский округ (каз. Афанасьев ауылдық округі) — административная единица в составе района Шал акына Северо-Казахстанской области Казахстана. Административный центр — село Афанасьевка.
Население — 1159 человек (2009, 1858 в 1999, 2247 в 1989).

## История
Сельский совет образован 27 октября 1924 года. Указом Президиума Верховного Совета Казахской ССР от 30 июля 1957 года Степной сельский совет переименован в Афанасьевский поселковый совет на правах сельского совета. 12 января 1994 года постановлением главы Северо-Казахстанской областной администрации образован Афанасьевский сельский округ. В состав сельского округа были включена часть территории ликвидированного Ольгинского сельского совета (сёла Двойники, Коргантас).

## Состав
В состав округа входят такие населенные пункты:
| Населенный пункт  | Население, человек (1989) | Население, человек (1999) | Население, человек (2009) |
| ----------------- | ------------------------- | ------------------------- | ------------------------- |
| Афанасьевка, село | 1270                      | 1040                      | 613                       |
| Двойники, село    | 352                       | 301                       | 189                       |
| Рясинка, село     | 276                       | 227                       | 139                       |
| Садовка, село     | 349                       | 290                       | 218                       |